# St-Winoc (Plouhinec)

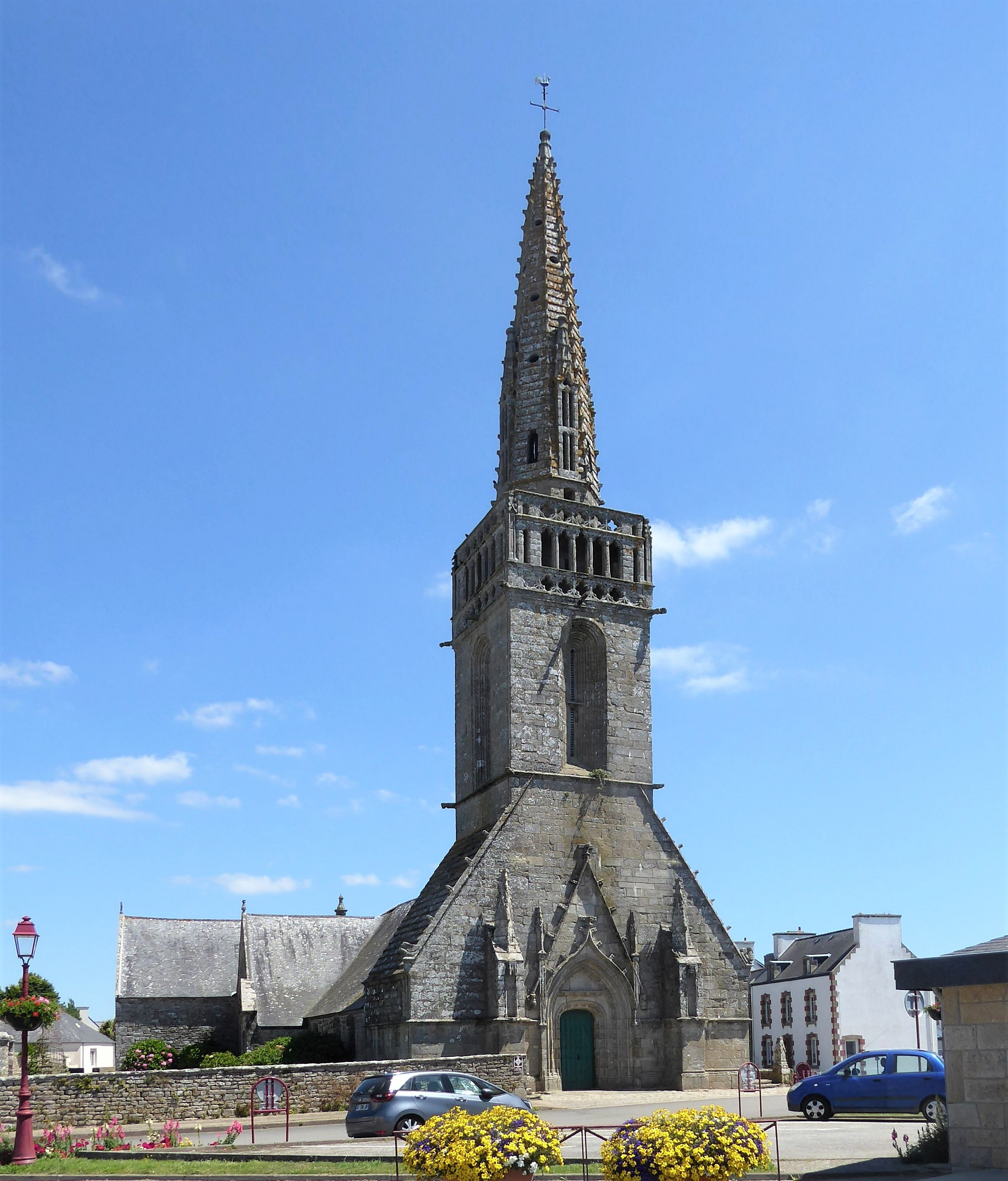
Kirche St-Winoc

St-Winoc ist die römisch-katholische Pfarrkirche von Plouhinec (Département Finistère) in der Bretagne. Die Kirche ist seit 1932 als Monument historique klassifiziert.

## Geschichte
Die unter dem Patrozinium des heiligen Winoc stehende Pfarrkirche entstand im 16. Jahrhundert auf dem Grundriss eines lateinischen Kreuzes an Stelle eines älteren Gotteshauses, das zu Ehren des heiligen Conogan geweiht war. Aus der Erbauungszeit stammen der mächtige vorgesetzte Westturm, das Querhaus sowie der Chor. Der Turm folgt in seiner Gestaltung dem Vorbild der Bauschule von Pont-Croix. Im 18. Jahrhundert wurden das tonnengewölbte Langhaus und vermutlich der nördliche Querhausarm neu errichtet und die südlichen und nördlichen Vorhallen hinzugefügt. Die Sakristei entstand 1769. 1823 erhielt die Pfarrei eine Reliquie des heiligen Winoc aus Bergues, wo sich bis zur Französischen Revolution die Abtei St-Winoc befunden hatte, die seitdem nur noch in wenigen Ruinen erhalten ist.

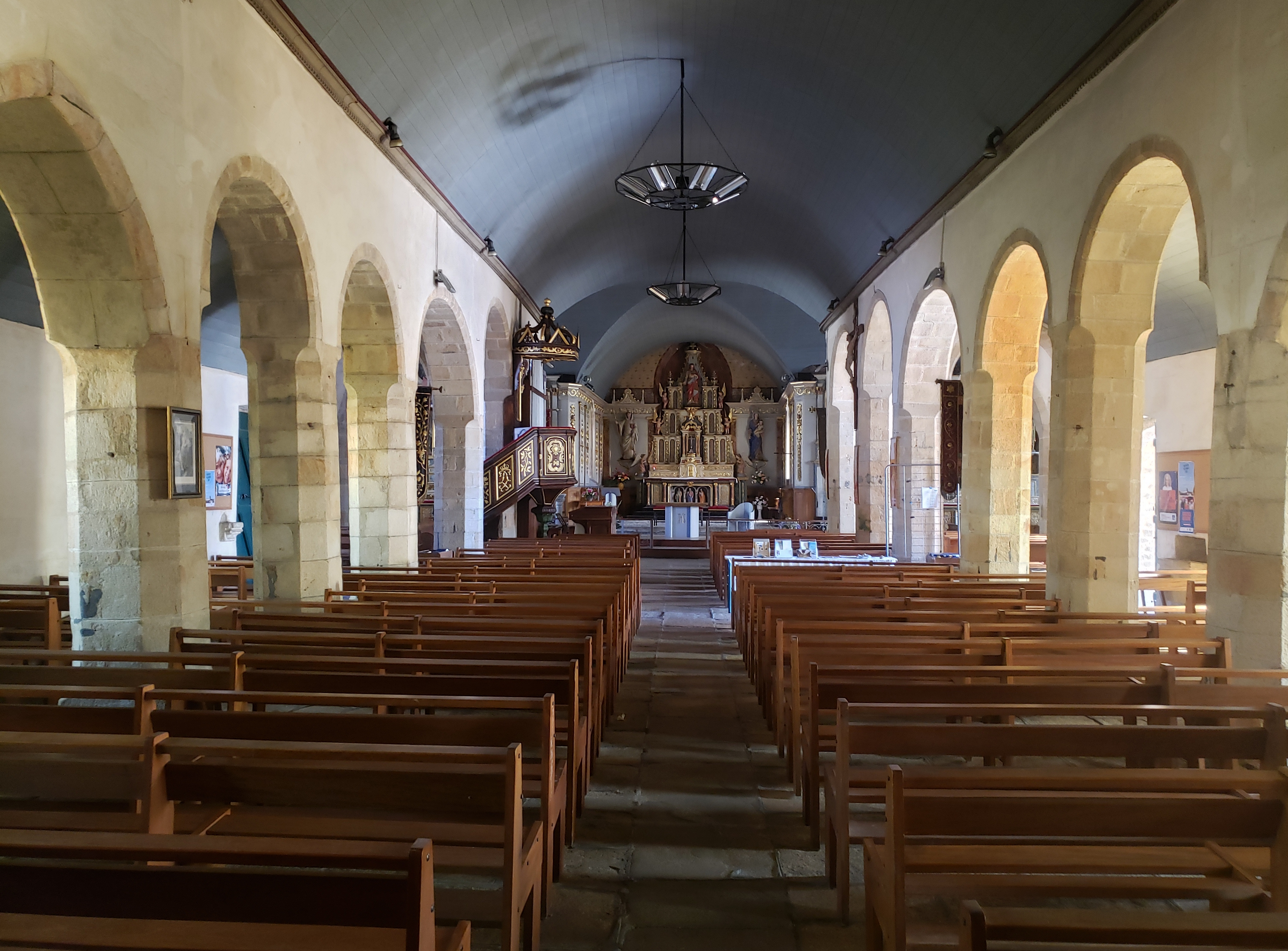
Ansicht von Südosten
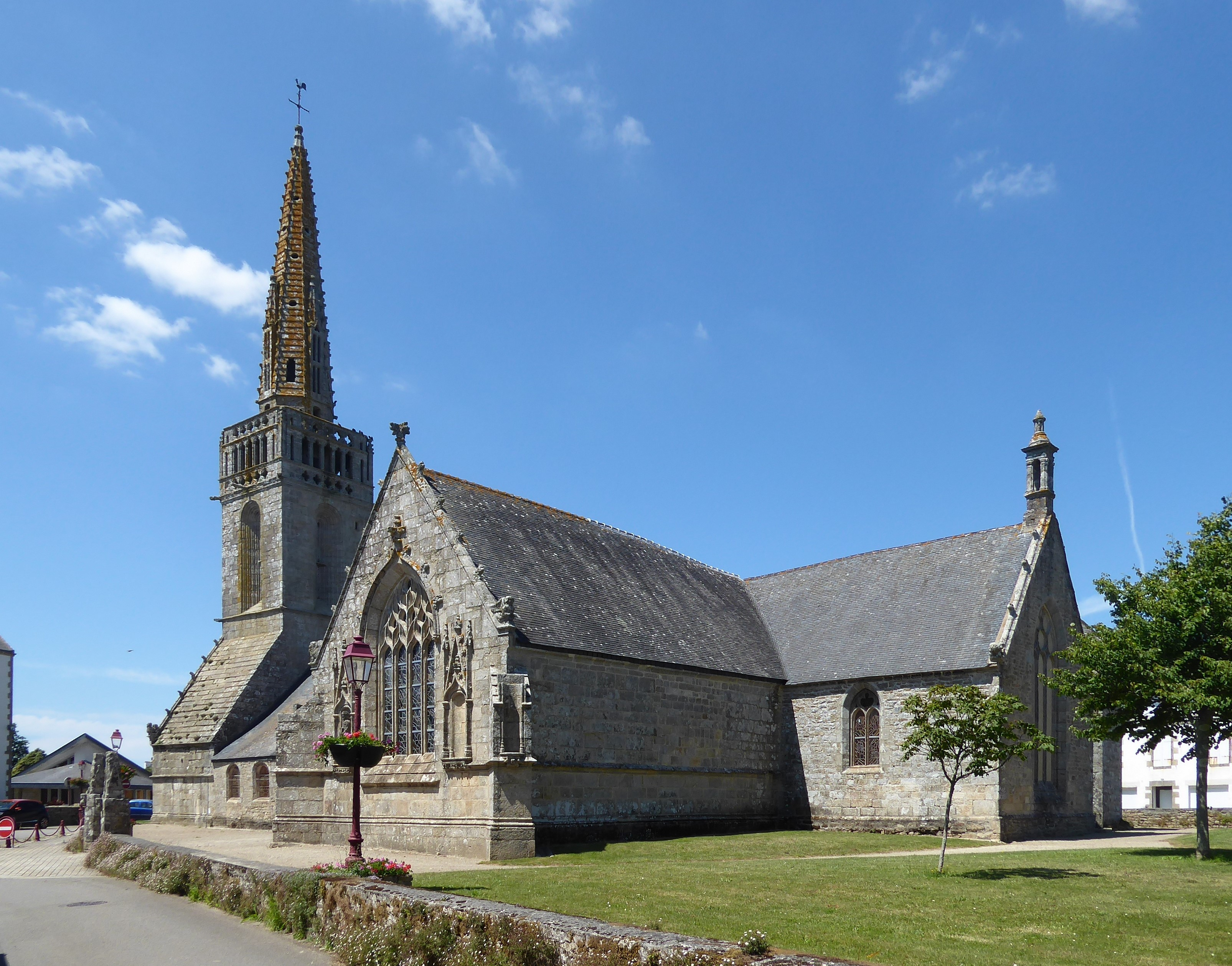
Blick durch das Langhaus Richtung Chor